# دافني فرنانديز
دافني فرنانديز هي ممثلة وراقصة إسبانية ولدت في 31 مارس 1985.

## وصلات خارجية
- دافني فرنانديز على موقع IMDb (الإنجليزية)
- دافني فرنانديز على موقع روتن توميتوز (الإنجليزية)
- دافني فرنانديز على موقع ألو سيني (الفرنسية)
- دافني فرنانديز على موقع ميوزك برينز (الإنجليزية)
- دافني فرنانديز على موقع أول موفي (الإنجليزية)
- دافني فرنانديز على موقع قاعدة بيانات الأفلام السويدية (السويدية)
- دافني فرنانديز على موقع قاعدة بيانات الفيلم (الإنجليزية)
- دافني فرنانديز على موقع كينوبويسك (الروسية)